# Passalora scandicearum
Passalora scandicearum är en svampart som först beskrevs av Paul Wilhelm Magnus, och fick sitt nu gällande namn av U. Braun & Crous 2003. Passalora scandicearum ingår i släktet Passalora och familjen Mycosphaerellaceae.   Inga underarter finns listade i Catalogue of Life.